# Walting
Walting település Németországban, azon belül Bajorországban. Lakosainak száma 2369 fő (2023. december 31.). Walting Kipfenberg községgel határos.

## Népesség
A település népessége az elmúlt években az alábbi módon változott:
| Lakosok száma | 1595 | 1579 | 2290 | 2288 | 2316 | 2328 | 2350 | 2377 | 2329 | 2369 |
|               | 1970 | 1975 | 2011 | 2012 | 2014 | 2015 | 2017 | 2019 | 2022 | 2023 |